# 精致玉螺
精致玉螺（学名：Natica concinna），是异足目玉螺科玉螺属的一种。主要分布于中国大陆，常栖息在潮下带。